# Microsiphum procerae
Microsiphum procerae är en insektsart. Microsiphum procerae ingår i släktet Microsiphum och familjen långrörsbladlöss. Inga underarter finns listade i Catalogue of Life.